# Martin Grüning (Autor)
Martin Grüning (* 2. Dezember 1962 in Neuss) ist ein ehemaliger deutscher Langstreckenläufer, der heute als Journalist und Sachbuchautor tätig ist.

## Sportliche Erfolge
1984 gewann er bei seinem Marathondebüt den Essener Lauf Rund um den Baldeneysee in 2:18:22 h. Im Jahr darauf steigerte er sich als 21. des Chicago-Marathons auf 2:14:58 h. 1987 wurde er beim Berlin-Marathon Neunter in 2:14:16 h. Im Folgejahr erzielte er seine beste Platzierung bei Deutschen Meisterschaften (Dritter im 5000-Meter-Lauf) und wurde Zweiter beim Frankfurt-Marathon in 2:13:46 h. 1990 wurde er Dritter des Houston-Marathons in seiner persönlichen Bestzeit von 2:13:30 h, und 1992 belegte er beim Frankfurt-Marathon denselben Platz.

## Werdegang
Grüning gehörte zunächst der TG Neuss an (1976–1980) und danach der LG DJK Düsseldorf/Neuss. Seit 1984 startete er für die LAV Bayer Uerdingen/Dormagen.
Derzeit ist Grüning Chefredakteur der deutschen Ausgabe von Runner’s World. Zusammen mit Thomas Steffens hat er eine Reihe von Ratgebern zum Laufsport verfasst.

## Bestzeiten
- 3000 m: 7:58,15 min, 4. September 1988, Dormagen
- 5000 m: 13:47,68 min, 14. Juni 1989, Koblenz
- 10.000 m: 28:59,26 min, 11. Mai 1985, Monaco
- Halbmarathon: 1:03:09 h, 30. März 1985, Den Haag
- Marathon: 2:13:30 h, 14. Januar 1990, Houston

## Veröffentlichungen
- mit Thomas Steffens: Das Laufbuch. Training, Technik, Ausrüstung. Rowohlt, Reinbek 1999, ISBN 3-499-19465-1
- mit Thomas Steffens: Marathon. Die besten Programme. Rowohlt, Reinbek 2001, ISBN 3-499-61010-8
- mit Thomas Steffens: Lauftrainer. 5 bis 10 Kilometer. Die besten Programme. Rowohlt, Reinbek 2002, ISBN 3-499-61018-3
- mit Thomas Steffens: Laufen – das Einsteigerbuch. Rowohlt, Reinbek 2002, ISBN 3-499-61030-2
- mit Thomas Steffens: Runner’s world Laufen. Die 100 besten Tipps. Rowohlt, Reinbek 2005, ISBN 3-499-61037-X
- mit Thomas Steffens: Das Laufbuch für Frauen. Der Personaltrainer für natürliches Laufen. Schritt für Schritt fit und schlank. Mit Einstiegsprogramm. Rowohlt, Reinbek 2007, ISBN 978-3-499-61066-0
- Marathon unter 4 h in 6 Monaten. Meyer & Meyer, Aachen 2008, ISBN 978-3-89899-303-6; 2. Auflage ebd. 2010, ISBN 978-3-89899-625-9
- Erfolg ist planbar. Der Laufplan für ein ganzes Leben: Schritt für Schritt vom Laufeinsteiger zum Profi. Die besten Trainingspläne aus 15 Jahren Runner’s World. Meyer & Meyer, Aachen 2009, ISBN 978-3-89899-445-3
- Halbmarathon – Training mit System. Meyer & Meyer, Aachen 2010, ISBN 978-3-89899-538-2
- mit Jochen Temsch & Urs Weber: Laufbuch. Süddeutsche Zeitung GmbH, München 2012, ISBN 978-3-86615-974-7
- mit Urs Weber: Das neue große Runner’s-World-Buch vom Laufen. Die besten Tipps für Einsteiger und Fortgeschrittene. Meyer & Meyer, Aachen 2012, ISBN 978-3-89899-718-8
- mit Sonja von Opel: Marathon kann jeder. Der Einstieg in die Langstrecke. Südwest Verlag, München 2022, ISBN 978-3517101354
- So schaffen Sie jedes Laufziel. Pietsch-Verlag, Stuttgart 2024, ISBN 978-3613509634